# Чжу І (фігуристка)
Беверлі Чжу (англ. Beverly Zhu) або Чжу І (кит. спр. 朱易, піньїнь: Zhū Yì; нар. 19 вересня 2002, Лос-Анджелес, США) — китайська, раніше американська фігуристка, яка виступає в одиночному катанні. Учасниця чемпіонату чотирьох континентів (2020).

## Кар'єра
Беверлі Чжу народилася 19 вересня 2002 року в Лос-Анджелесі. Її батьки родом із Китаю. Батько — Чжу Сунчунь — професор у Каліфорнійському університеті. Поза льодом Беверлі займається малюванням і грає на фортепіано.
Вперше стала на ковзани у сім років. У перед-юніорських вікових категоріях брала участь у відбіркових турнірах до чемпіонатів США, але зупинялася на попередніх стадіях. У 2018 році вона успішно пройшла кваліфікацію на чемпіонат, на якому впевнено виграла золото в розряді новачків.англ. Novice). При цьому, в короткій і довільній програмах Беверлі виконала рітбергер, сальхов, каскад фліп — тулуп в три обороти, а також подвійний аксель.
Після перемоги на національній першості, до Чжу виявила інтерес Федерація фігурного катання Китаю, яка запустила програму «Ранкова дорога», метою якої є залучення сильних спортсменів китайського походження з-за кордону для участі у пекінській Олімпіаді. Фігуристка отримала громадянство Китаю та приєдналася до тренувальної групи під керівництвом олімпійської медалістки Чень Лу. Дебютний для себе чемпіонат Китаю у грудні 2018 року вона завершила на четвертому місці. Після чого вирушила на турнір до Болгарії, звідки привезла бронзову нагороду.
У сезоні 2019/2020 Чжу І перейшла на дорослий рівень, і вперше взяла участь у змаганнях серії Гран-прі та Челленджер. У другій половині сезону представила програми у рамках чемпіонату чотирьох континентів, де зайняла місце у середині турнірної таблиці. Згодом стартувала на юніорському чемпіонаті світу в Естонії. Там першого дня змагань на лід вийшли сорок сім учасниць, китаянка в короткій програмі зайняла двадцять четверту позицію, таким чином ставши останньою, яка кваліфікувалася в довільний прокат. Чжу змогла дещо покращити підсумковий результат і фінішувала на двадцять другому рядку.

## Результати

### За Китай
| Змагання                          | 18/19      | 19/20      |
| Міжнародні                        | Міжнародні | Міжнародні |
| --------------------------------- | ---------- | ---------- |
| Чемпіонат чотирьох континентів    |            | 13         |
| Етапи Гран-прі: Cup of China      |            | 11         |
| Челленджер. Золотий коник Загреба |            | 14         |
| Torun Cup                         |            | 8          |
| Міжнародні серед юніорів          |            |            |
| Чемпіонат світу серед юніорів     |            | 22         |
| Sofia Trophy                      | 3          |            |
| Національні                       |            |            |
| Чемпіонат Китаю                   | 4          |            |

### За США
| Змагання      | 17/18       |
| Національні   | Національні |
| ------------- | ----------- |
| Чемпіонат США | 1N          |